# Халикова, Саида Ахмедовна
Саида Ахмедовна Халикова (19 декабря 1911  [1 января 1912], Бухара — 10 декабря 1975, Душанбе) — советский хозяйственный, государственный и политический деятель.

## Биография
Родилась в 1911 в Бухаре. Член ВКП(б) с 1940 года.
С 1929 года — на хозяйственной, общественной и политической работе.
В 1929—1958 годах — председатель фабричного комитета Шелкомотальной фабрики города Бухары, председатель правления объединения «Общепит» города Бухары, председатель профсоюза работников Госторговли и кооперации, заведующая организационным отделом треста «Общепит» в городе Ташкенте, заместитель заведующего отделом информации ЦК ЛКСМ Таджикистана, заведующая сектором учета ЦК ЛКСМ Таджикистана, заведующая отделом рукописей Государственной библиотеки города Сталинабада, первый секретарь Железнодорожного райкома[где?], Сталинабадского горкома ЛКСМ Таджикистана, заведующим сектором кадров советских органов отдела кадров ЦК КП(б) Таджикистана, секретарь ЦК ЛКСМ Таджикистана по кадрам, заместитель секретаря, заведующая отделом торговли и общественного питания Сталинабадского горкома партии, первый секретарь Душанбинского райкома, секретарь ЦК КП(б) Таджикистана, заместитель председателя Президиума Верховного Совета Таджикской ССР.
Избиралась депутатом Верховного Совета СССР 3-го и 4-го созывов.
Умерла в 1975 году в Душанбе.